# Bakhuis (Recht)

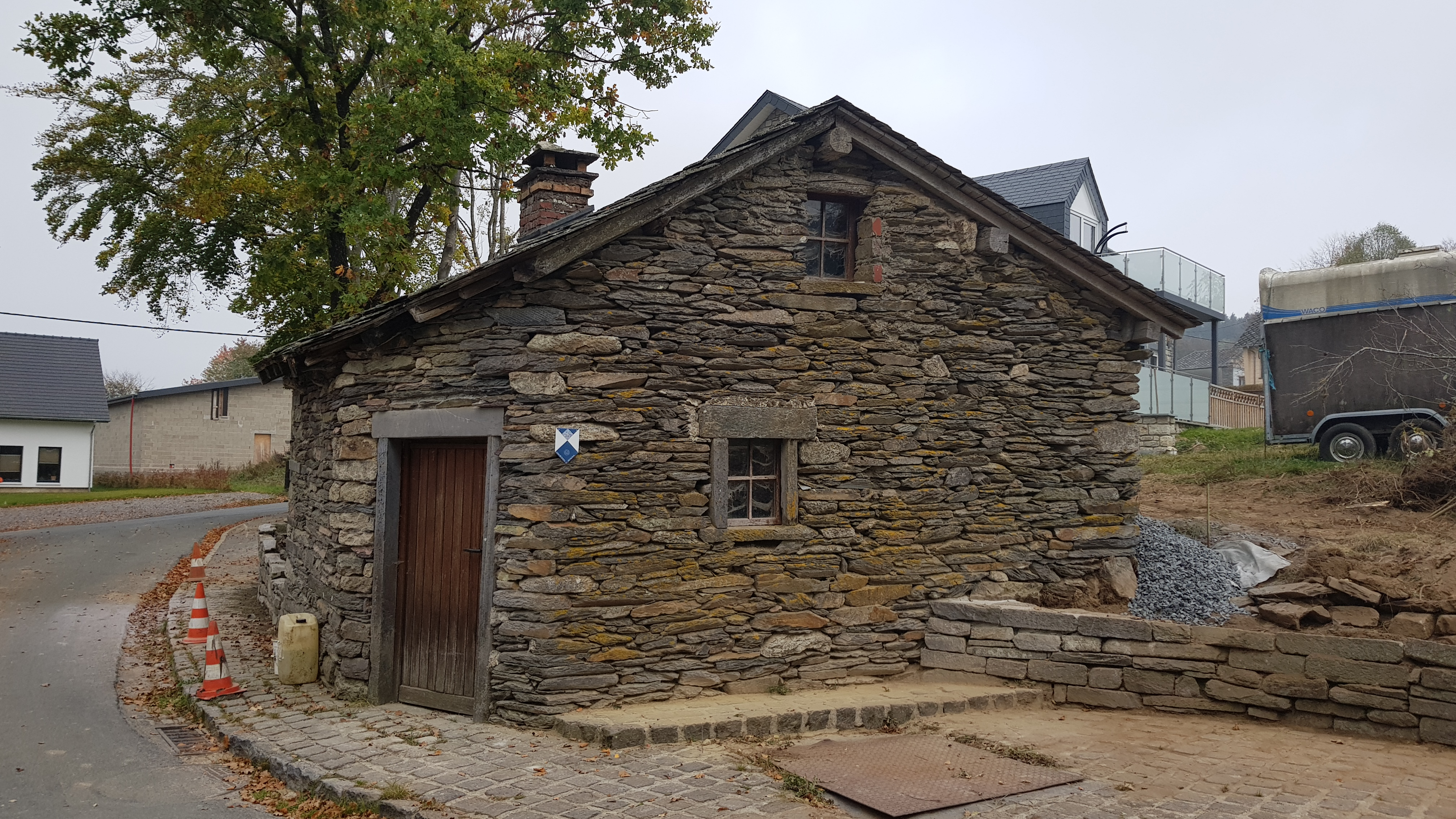
Bakhuis

Het bakhuis is een historisch bouwwerk in de tot de Luikse gemeente Sankt Vith behorende plaats Recht.
Het bakhuis werd gebouwd in 1840 door leden van de Tiroler families Zangerle, Starck, Graf und Meyer, welke zich tussen 1725 en 1735 in Recht vestigden om daar de leisteennijverheid verder te ontwikkelen. De Tirolers bouwden een centraal bakhuis, waartoe ze leisteen uit de groeve gebruikten. Aan de aard van deze leisteen kon men afleiden dat deze dicht aan de oppervlakte was gewonnen, dus van voordat men mijngangen ging delven. In de diepte is de leisteen namelijk compacter.
Aan de zuidzijde van het gebouwtje werd een diepe put ontdekt, die ook met leisteen was beschoeid.
Het gebouwtje werd in 1994 geklasseerd als monument.